# Municipio de Prairie (condado de Howard)
El municipio de Prairie (en inglés: Prairie Township) es un municipio ubicado en el condado de Howard en el estado estadounidense de Misuri. En el año 2010 tenía una población de 750 habitantes y una densidad poblacional de 5,67 personas por km².

## Geografía
El municipio de Prairie se encuentra ubicado en las coordenadas 39°15′17″N 92°42′32″O / 39.25472, -92.70889. Según la Oficina del Censo de los Estados Unidos, el municipio tiene una superficie total de 132.29 km², de la cual 131,9 km² corresponden a tierra firme y (0,29 %) 0,39 km² es agua.

## Demografía
Según el censo de 2010, había 750 personas residiendo en el municipio de Prairie. La densidad de población era de 5,67 hab./km². De los 750 habitantes, el municipio de Prairie estaba compuesto por el 96,8 % blancos, el 1,07 % eran afroamericanos, el 0,93 % eran amerindios y el 1,2 % eran de una mezcla de razas. Del total de la población el 0 % eran hispanos o latinos de cualquier raza.